# Lady Miss Kier
Kierin Magenta Kirby, dont le nom de scène est Lady Miss Kier, est une chanteuse et une DJ new yorkaise née le 15 août 1963 à Youngstown, Ohio.
Elle connut un succès mondial avec le tube Groove Is in the Heart du groupe Deee-Lite.